# Myriopteris rawsonii
Myriopteris rawsonii är en kantbräkenväxtart som först beskrevs av Georg Heinrich Mettenius och Oskar Kuhn, och fick sitt nu gällande namn av Grusz och Windham. Myriopteris rawsonii ingår i släktet Myriopteris och familjen Pteridaceae. Inga underarter finns listade.